# Уртазымский сельсовет
Уртазымский сельсовет — сельское поселение в Кваркенском районе Оренбургской области Российской Федерации.
Административный центр — село Уртазым.
В 2018 году присоединён к Уральскому сельсовету.

## История
9 марта 2005 года в соответствии с законом Оренбургской области № 1900/342-III-ОЗ образовано сельское поселение Уртазымский сельсовет, установлены границы муниципального образования.

## Население
| 2010 | 2012 | 2013 | 2014 | 2015 | 2016 | 2017 |
| ---- | ---- | ---- | ---- | ---- | ---- | ---- |
| 928  | ↘874 | ↘843 | ↘809 | ↘767 | ↘742 | ↘707 |
| 2018 |      |      |      |      |      |      |
| ↘691 |      |      |      |      |      |      |

## Состав сельского поселения
| № | Населённый пункт | Тип населённого пункта       | Население |
| - | ---------------- | ---------------------------- | --------- |
| 1 | Алексеевка       | село                         | 25        |
| 2 | Берёзовка        | село                         | 178       |
| 3 | Сосновка         | село                         | 157       |
| 4 | Уртазым          | село, административный центр | 568       |